# Макфарлейн, Рэйчел
Рэйчел Макфарлейн (англ. Rachael MacFarlane; род. 21 марта 1976[…], Кент) — американская актриса озвучивания, младшая сестра известного кинематографиста, музыканта и певца Сета Макфарлейна. Менее известна как киноактриса, певица, писательница и сценаристка.

## Биография
Рэйчел Энн Макфарлейн родилась 21 марта 1976 года в городке Кент (штат Коннектикут). Отец — Рональд Милтон Макфарлейн (1946 — ?), мать — Энн Перри (1947—2010), брат — кинематографист, музыкант и певец Сет Макфарлейн (род. 1973).
Рэйчел училась в Бостонской консерватории, однако не закончила обучение, так как в 1999 году уехала в Лос-Анджелес, чтобы стать актрисой озвучивания. Начала Макфарлейн работу на студии Hanna-Barbera, затем перешла в Cartoon Network, работала на Fox Broadcasting Company, The Walt Disney Company.
По состоянию на октябрь 2024 года Макфарлейн озвучила более сотни персонажей в примерно шести десятках мультфильмов, мультсериалов и компьютерных игр.
В 2012 году Макфарлейн выпустила музыкальный альбом Hayley Sings, состоящий из пятнадцати весьма известных композиций, перепетых ею в жанрах смус-джаз, джазовый вокал, «лёгкая музыка».

### Личная жизнь
4 мая 2008 года Макфарлейн вышла замуж за мультипликатора и художника по имени Спенсер Лаудьеро. У пары две дочери: Перрин и Белла (последняя в 2016—2018 годах разово пробовала себя как актриса озвучивания, но её дальнейшая карьера на этом поприще развития не получила).

## Фильмография

### Актриса озвучивания и дубляжа
Мультфильмы, мультсериалы и телесериалы
- 1999 — н. в. — Гриффины / Family Guy — около 100 персонажей (в 163 эпизодах)[21]
- 2000—2001 — Джонни Браво / Johnny Bravo — 10 персонажей (в 5 эпизодах[англ.])
- 2002 — Лаборатория Декстера / Dexter's Laboratory — 3 персонажа (в эпизоде Sis-Tem Error / Bad Cable Manners / Dexter's Library)
- 2002 — Приключения Билли и Мэнди[англ.] / Grim & Evil — 3 персонажа (в 3 эпизодах)
- 2002 — Суперкрошки / The Powerpuff Girls — 3 персонажа (в эпизоде Keen on Keane / Not So Awesome Blossom[англ.])
- 2002, 2004 — Филмор![англ.] / Fillmore! — Луэлла Спир • Энид Кинтара (в 2 эпизодах)
- 2003 — Статический шок / Static Shock — 2 персонажа (в эпизоде Flashback[англ.])
- 2003—2007 — Ужасные приключения Билли и Мэнди / The Grim Adventures of Billy & Mandy — около 20 персонажей (в 29 эпизодах[англ.])
- 2003—2007 — Команда нашего двора / Codename: Kids Next Door — 7 персонажей (в 14 эпизодах[англ.])
- 2004 — Megas XLR — Джина (в эпизоде Dude, Where's My Head?)
- 2004 — Самурай Джек / Samurai Jack — мама (в эпизоде Jack and the Baby)
- 2005 — Что новенького, Скуби-Ду? / What's New, Scooby-Doo? — 3 персонажа (в 2 эпизодах[англ.])
- 2005 — Стьюи Гриффин: Нерассказанная история / Stewie Griffin: The Untold Story — Кэти Курик • женщина, ждущая ребёнка • Бритни Спирс
- 2005 — н. в. — Американский папаша! / American Dad! — Хейли Смит[15] плюс около 40 второстепенных персонажей
- 2007 — Большое пугающее приключение Билли и Мэнди[англ.] / Billy & Mandy's Big Boogey Adventure — двухголовый попугай
- 2007 — Бэтмен / The Batman — Блез (в эпизоде White Heat)
- 2008 — ? / Underfist: Halloween Bash — Минди
- 2008—2009 — Кавалькада мультипликационных комедий Сета Макфарлейна / Seth MacFarlane's Cavalcade of Cartoon Comedy — 6 персонажей (в 8 эпизодах)
- 2009 — Супермен/Бэтмен: Враги общества / Superman/Batman: Public Enemies — Ночная Тень[англ.] • Леди Шива
- 2011—2012 — Клуб Винкс / Winx Club[22] — Химера[23] (в 7 эпизодах)
- 2011—2022 — Робоцып / Robot Chicken — 11 персонажей (в 5 эпизодах[англ.])
- 2013 — Рыбология / Fish Hooks — 2 персонажа (в эпизоде Milo vs. Milo / Everything But the Chicken Sink)
- 2014—2021 — Шоу Тома и Джерри / The Tom and Jerry Show — 7 персонажей (в 37 эпизодах)
- 2015 — Банда котиков[англ.] / Don Gato: El inicio de la pandilla • Top Cat Begins[24] — леди у громкоговорителя
- 2015—2016 — Турбо: Молниеносная команда / Turbo Fast — Тора • королева Тарса (в 3 эпизодах)
- 2016—2018 — София Прекрасная / Sofia the First — 4 персонажа (в 6 эпизодах[англ.])
- 2017 — Lego DC Девочки-супергерои: Утечка мозгов[англ.] / Lego DC Super Hero Girls: Brain Drain — Артемиз
- 2017—2019 — Орвилл / The Orville — компьютер (в 7 эпизодах)
- 2018 — Звёздные войны: Сопротивление / Star Wars Resistance — Лин Гаава (в эпизоде Fuel for the Fire)
- 2018—2022 — Изысканная Нэнси Клэнси[англ.] / Fancy Nancy — мадам Люсиль (в 14 эпизодах)
- 2020—2021 — Озорные анимашки / Animaniacs — 15 персонажей (в 8 эпизодах)
- 2020—2023 — Дом совы / The Owl House — 4 персонажа (в 5 эпизодах)
- 2021 — Кармен Сандиего / Carmen Sandiego — мадам Голдлав (в эпизоде The Big Bad Ivy Caper)
- 2021 — Том и Джерри в Нью-Йорке[англ.] / Tom and Jerry in New York — 4 персонажа (в 5 эпизодах)
- 2022—2023 — Бивис и Баттхед / Beavis and Butt-Head — 3 персонажа (в 2 эпизодах)
- 2024 — н. в. — Крапополис / Krapopolis — Афродита (в 3 эпизодах)

Компьютерные игры
- 2006 — The Grim Adventures of Billy & Mandy[англ.] — Эрис
- 2006 — Family Guy Video Game! — второстепенные персонажи
- 2008 — The Incredible Hulk — Пар • пешеход
- 2010 — StarCraft II: Wings of Liberty — Кейт Локуэлл[англ.] • второстепенные персонажи
- 2012 — Family Guy: Back to the Multiverse[англ.] — второстепенные персонажи
- 2013 — StarCraft II: Heart of the Swarm — Кейт Локуэлл
- 2013 — Lightning Returns: Final Fantasy XIII — второстепенные персонажи
- 2014 — Family Guy: The Quest for Stuff[англ.] — Хейли Смит
- 2015 — StarCraft II: Legacy of the Void — второстепенные персонажи
- 2017 — Final Fantasy XV: Comrades — второстепенные персонажи[25]
- 2022 — Warped Kart Racers[англ.] — Хейли Смит

### Роли «вживую»
- 2015 — Третий лишний 2 / Ted 2 — ассистент Патрика Мигана
- 2024 — Третий лишний / Ted — оператор (в эпизоде Subways, Bicycles and Automobiles)

### Прочие работы
- 1999—2001 — Джонни Браво / Johnny Bravo — продакшен-координатор • продакшен-ассистент 11 эпизодов[англ.]
- 2001 — Приключения Билли и Мэнди[англ.] / Grim & Evil — продакшен-координатор 5 эпизодов
- 2002 — Добро пожаловать в Элтингвилл[англ.] / Welcome to Eltingville — продакшен-координатор
- 2003 — Ужасные приключения Билли и Мэнди / The Grim Adventures of Billy & Mandy — сценаристка эпизода Educating Grim[англ.]; а также продакшен-координатор 8 эпизодов в том же году
- 2003 — Мозги под шубой[англ.] / Evil Con Carne — продакшен-координатор эпизода Bring Me the Face of Hector Con Carne / Devolver